# II-14
De II-14 is een nationale weg van de tweede klasse in Bulgarije. De weg loopt van Vidin via Koela naar Servië. De II-14 is 42 kilometer lang.